# Niżnieje Gridino
Niżnieje Gridino (ros. Нижнее Гридино) – wieś (ros. деревня, trb. dieriewnia) w zachodniej Rosji, centrum administracyjne sielsowietu niżniegridinskiego w rejonie bolszesołdatskim obwodu kurskiego.

## Geografia
Miejscowość położona jest nad rzeką Niemcza, 16 km od centrum administracyjnego rejonu (Bolszoje Sołdatskoje), 49 km od Kurska.
W granicach miejscowości znajdują się ulice: Zacharowka, Kołchoznaja, Pariżskaja, Pierkowa, Chutorskaja, Centralnaja, Mołodiożnaja 1-ja, Mołodiożnaja 2-ja, Mołodiożnaja 3-ja.

## Demografia
W 2010 r. miejscowość zamieszkiwało 501 osób.